# Johanna Sjöberg
Johanna Sjöberg,  född 8 mars 1978 i Bromölla, är en svensk simmare med fjärilsim och frisim som specialitet. Hennes främsta meriter är ett OS-brons på 4x100 m frisim från OS i Sydney 2000 samt silver på såväl 50 m fjärilsim och 100 m fjärilsim vid Europamästerskapen i Istanbul 1999. Vid Europamästerskapen i Sevilla 1997 tog hon brons på 100 m fjärilsim. Hennes främsta individuella merit i VM och OS är en nionde plats (utslagen i semifinal) på 100 m fjäril vid OS i Atlanta 1996 och tionde plats i OS i Sydney på samma distans endast 3 hundradelar från en finalplats. Hon var dessutom en framgångsrik kortbanesimmerska, med bland annat fem VM-guld i lagkapp 1999-2002, och två VM-silver på 100 m fjäril 1999 samt 2000. Sjöberg är bosatt i Stockholm men har även bott i Helsingborg.
2014 deltog hon i sjätte säsongen av TV-programmet Mästarnas mästare.

## Meriter
- Årets Idrottskvinna och vinnare av Världscupen i fjärilsim (1999).
- Världsmästare i lagkapp 4x100 Frisim och 4x100 Medley vid kortbane-VM i Moskva (2002).
- Silver på 100 fjärilsim och brons på 100 frisim vid kortbane-EM i Antwerpen (2001).
- Guld i lagkapperna 4x50 frisim och 4x50 medley vid kortbane-EM i Antwerpen (2001).
- Guld i lagkapperna 4x50 frisim och 4x50 medley vid kortbane-EM i Valencia (2000).
- Europamästare i lagkapperna 4x100 frisim och 4x100 medley vid EM i Helsingfors (2000).
- Silver på 100 fjärilsim vid kortbane-VM i Aten (2000).
- Världsmästare i lagkapperna 4x100 frisim och 4x100 medley vid kortbane-VM i Aten (2000).
- Europamästare på 100 fjärilsisim vid kortbane-EM i Lissabon (1999).
- Europamästare i lagkapperna 4x50 frisim och 4x50 medley vid kortbane-EM i Lissabon (1999).
- Europamästare i lagkappen 4x100 medley vid EM i Istanbul (1999).
- Guld och världsrekord i lagkappen 4x200 frisim vid kortbane-VM i Hongkong (1999).
- Europamästare på 50 och 100 fjärilsim vid kortbane-EM i Rostock (1996).

Svensk mästare 27 gånger i lång bana och kort bana + ett flertal silver och brons från EM, VM och OS.

## Mästerskapsmedaljer och placeringar

### OS
| Distans / Mästerskap | Lång bana       | Lång bana           | Lång bana        | Lång bana | Lång bana | Lång bana |
| Distans / Mästerskap | Atlanta 1996    | Sydney 2000         | Aten 2004        |           |           |           |
| 100 meter fjäril     | 9 1 min 00 s 76 | 10 59 s 15          | 23 1 min 00 s 61 |           |           |           |
| 4 × 100 meter frisim | 5 3 min 44 s 91 | Brons 3 min 40 s 30 | 7 3 min 41 s 22  |           |           |           |

### Kortbane-VM
| Distans / Mästerskap | Kortbana            | Kortbana             | Kortbana            | Kortbana           | Kortbana           | Kortbana             |
| Distans / Mästerskap | Rio 1995            | Göteborg 1997        | Hong Kong 1999      | Aten 2000          | Moskva 2002        | Indianapolis 2004    |
| 100 meter fjärilsim  |                     |                      | Silver 57 s 74      | Silver 57 s 96     |                    |                      |
| 4 × 100 meter frisim | Brons 3 min 40 s 66 | Brons 3 min 38 s 70  |                     | Guld 3 min 35 s 54 | Guld 3 min 35 s 09 | Silver 3 min 35 s 83 |
| 4 × 200 meter frisim |                     | Silver 7 min 56 s 04 | Guld 7 min 51 s 70  |                    |                    | Brons 7 min 54 s 39  |
| 4 × 100 meter medley |                     |                      | Brons 4 min 00 s 84 | Guld 3 min 59 s 53 | Guld 3 min 55 s 78 | Brons 4 min 01 s 76  |

### Europamästerskap
| Distans / Mästerskap | Lång bana            | Lång bana            | Lång bana          | Lång bana            | Lång bana           |
| -------------------- | -------------------- | -------------------- | ------------------ | -------------------- | ------------------- |
| Distans / Mästerskap | Sevilla 1997         | Istanbul 1999        | Helsingfors 2000   | Berlin 2002          | Madrid 2004         |
| 50 meter fjärilsim   |                      | Silver 26 s 93       |                    |                      |                     |
| 100 meter fjärilsim  | Brons 1 min 00 s 17  | Silver 58 s 97       | Brons 59 s 29      |                      |                     |
| 4 × 100 m frisim     |                      |                      | Guld 3 min 42 s 38 | Silver 3 min 40 s 66 | Brons 3 min 43 s 54 |
| 4 × 200 m frisim     | Silver 8 min 04 s 53 | Silver 8 min 07 s 37 |                    | Brons 8 min 08 s 46  |                     |
| 4 × 100 m medley     |                      | Guld 4 min 07 s 52   | Guld 4 min 00 s 06 | Silver 4 min 06 s 15 |                     |

### Kortbane-EM
| Distans / Mästerskap | Kort bana            | Kort bana            | Kort bana            | Kort bana            | Kort bana          | Kort bana          | Kort bana            | Kort bana            |
| -------------------- | -------------------- | -------------------- | -------------------- | -------------------- | ------------------ | ------------------ | -------------------- | -------------------- |
| Distans / Mästerskap | Stavanger 1994       | Rostock 1996         | Sheffield 1998       | Lissabon 1999        | Valencia 2000      | Anvers 2001        | Dublin 2003          | Trieste 2005         |
| 50 meter frisim      |                      |                      |                      |                      |                    | Brons 24 s 61      |                      |                      |
| 100 meter frisim     |                      |                      |                      |                      |                    | Brons 53 s 01      |                      |                      |
| 50 meter fjärilsim   |                      | Guld 27 s 15         | Brons 26 s 76        | Silver 26 s 42       | Brons 26 s 74      |                    |                      |                      |
| 100 meter fjärilsim  |                      | Guld 58 s 80         | Silver 58 s 17       | Guld 57 s 73         | Silver 57 s 86     | Silver 57 s 79     | Silver 58 s 24       | Brons 58 s 39        |
| 200 meter Fjärilsim  |                      | Silver 2 min 10 s 92 | Brons 2 min 08 s 21  | Silver 2 min 08 s 62 |                    |                    |                      |                      |
| 4 × 50 m frisim      | Silver 1 min 42 s 32 | Silver 1 min 42 s 18 |                      | Guld 1 min 38 s 45   | Guld 1 min 38 s 21 | Guld 1 min 38 s 29 | Silver 1 min 37 s 68 | Silver 1 min 36 s 75 |
| 4 × 50 m medley      |                      | Brons 1 min 53 s 06  | Silver 1 min 50 s 84 | Guld 1 min 49 s 47   | Guld 1 min 48 s 31 | Guld 1 min 48 s 32 | Guld 1 min 48 s 79   |                      |

## Klubbar
- Bromöllaortens SS
- Helsingborgs SS
- Södertälje SS
- Spårvägen Simförening